# Old Songs vs. New Beats
Old Songs vs. New Beats är Breachs andra EP-skiva, utgiven på Burning Heart Records 1996.

## Låtlista[1]
1. "Curfew"
2. "Souls"
3. "Encircle"
4. "Views of Friendship"

## Personal[1]
- Anders Ekström - gitarr
- Christian Andersson - bas
- Erik Carlsson - gitarr
- Hand Granqvist - fotografi
- Janne Westerberg - trummor
- Johan Elmros - bakgrundssång
- Jonas - formgivning
- Ola Broqvist - management
- Pierre Johansson - formgivning, fotografi
- Tomas Hallbom - sång, slagverk